# Vaasan PS
A Vaasan PS, gyakran VPS, teljes nevén Vaasan Palloseura egy finn labdarúgócsapat. A klubot 1924-ben alapították, jelenleg az első osztályban szerepel.

## Sikerek
- Bajnokság:
  - Győztes (2): 1945, 1948
  - Második (5): 1932, 1940-1941, 1949, 1997, 1998

- Kupa:
  - Döntős (1): 1972

- Ligakupa:
  - Győztes (2): 1999, 2000
  - Döntős (1): 1997

## Ismertebb játékosok
- Jussi Jääskeläinen
- Jyrki Huhtamäki
- Juha Reini
- Tommi Kautonen
- Henri Sillanpää
- Tomas Nygård
- Jani Lyyski
- Kimmo Tarkkio
- Ansi Agolli
- Tomasz Arceusz
- Dean Edwards
- Roy Essandoh
- Björn Stringheim

## A nemzetközi kupasorozatokban
| Szezon    | Kupasorozat      | Forduló         | Ellenfél           | Hazai pályán elért eredmény | Idegenben elért eredmény | Összesített eredmény |  |
| --------- | ---------------- | --------------- | ------------------ | --------------------------- | ------------------------ | -------------------- |  |
| 1998–99   | UEFA-kupa        | 1. selejtezőkör | HB Tórshavn        | 0–2                         | 4–0                      | 4–2                  |  |
| 1998–99   | UEFA-kupa        | 2. selejtezőkör | Grazer AK          | 0–0                         | 0–3                      | 0–3                  |  |
| 1999–2000 | UEFA-kupa        | Selejtezőkör    | St. Johnstone      | 1–1                         | 0–2                      | 1–3                  |  |
| 2014–15   | Európa-liga      | 1. selejtezőkör | Brommapojkarna     | 2–1                         | 0–2                      | 2–3                  |  |
| 2015–16   | Európa-liga      | 1. selejtezőkör | AIK                | 2–2                         | 0–4                      | 2–6                  |  |
| 2017–18   | Európa-liga      | 1. selejtezőkör | Olimpija Ljubljana | 1–0                         | 1–0                      | 2–0                  |  |
| 2017–18   | Európa-liga      | 2. selejtezőkör | Brøndby            | 0–2                         | 2–1                      | 2–3                  |  |
| 2024–25   | Konferencia Liga | 1. selejtezőkör | Žalgiris           | 1–2                         | 0–1                      | 1–3                  |  |

## Külső hivatkozások
- (finnül) Hivatalos weboldal